# Magnolol
Magnolol  es un compuesto orgánico que se clasifica como lignano. Se trata de un compuesto bioactivo que se encuentra en la corteza de Magnolia officinalis o en M. grandiflora. El compuesto existe en un pequeño porcentaje en la corteza de especies de magnolia, los extractos de los cuales han sido utilizados en la medicina tradicional china y japonesa. Además de magnolol, lignanos relacionados se producen en los extractos incluyendo honokiol, que es un isómero de magnolol.

## Bioactividad
Se sabe que actúa sobre los GABAA receptor en células de rata in vitro así como tener propiedades antifúngicas. También se sabe que actúa como agonista de PPARgamma, receptor nuclear que es diana farmacológica actual para el tratamiento de la diabetes tipo 2. Magnolol tiene un número de osteoblastos-estimulantes y actividades de inhibición de osteoclastos en cultivo celular y se ha sugerido como un candidato para el cribado para la actividad anti-osteoporosis Tiene actividad de la enfermedad anti-periodontal en una modelo de rata con estas enfermedades.